# Gianandrea Gavazzeni
Gianandrea Gavazzeni (Bergamo, 25 de julho de 1909 - 5 de fevereiro de 1996) foi um pianista, musicólogo, compositor e maestro italiano.

## Biografia artistica
A partir de 1948, foi o principal maestro do La Scala de Milão; entre 1966 e 1968, foi também o diretor musical e artístico do teatro. Sua estréia no Metropolitan Opera de Nova York aconteceu dia 11 de outubro de 1948.  Naquele ano, Gavazzeni regeu oito récitas de Il Trovatore de Giuseppe Verdi no Met. 
Em janeiro de 1993, aos oitenta e três anos de idade, regeu Esclarmonde, de Jules Massenet, no Teatro Massimo de Palermo, com sua segunda esposa, a soprano Denia Mazzola, no papel-título.
Suas composições incluem Concerto bergamasco, The Song of St Alexander e sonatas.

## Honrarias
- Ordem de Mérito de 1ª Classe - Cavaleiro de Grã Cruz: — Roma, 22 de março de 1994[2]

## Composições
- Preludio sinfonico (1928)
- La morte di Dafne (1929)
- Quattro intermezzi dalla Aminta del Tasso por baritono, coro e orquestra (1930)
- Sonata in sol por violin e piano (1930)
- Sonata in fa (1930)
- 3 Liriche (1930)
- Sonatina in fa por piano (1930)
- Trittico per coro (1931)
- La canzone dell'anno (1931)
- 2 Filastrocche popolari toscane (1931)
- Concerto bergamasco per orchestra (1931)
- 2 Madrigali del Tasso (1931)
- Trio in re (1931)
- Canzone in la por piano (1932)
- Sonata in fa por piano (1933)
- Canti per S. Alessandro cantada sagrada (1934)
- Fantasia (1934)
- Tre arie religiose per violino e orchestra (1935) dedicadas ao M° amigo Mario Pilati
- Preludio, canzone e furlana (1935)
- Tre episodi per orchestra (1935)
- Paolo e Virginia (1935)
- Messaggi (1936)
- Canto Pastorale e Gagliarda (1936)
- Concerto lirico (1936)
- Canti di operai lombardi por orquestra (1936)
- Concerto in la (1936)
- Concerto por violin dedicado à Michelangelo Abbado (1937)
- Dialogo (1937)
- Iscrizioni di meridiane (1938)
- Notturni di bevitori bergamaschi per tenori (1938)
- Ritmi e paesaggi di atleti per orchestra (1938)
- Il furioso all'Isola di Santo Domingo, balletto (1940)
- Coro di contrabbandieri di grappa per coro (1940)
- Piccolo concerto (1939-1940)
- Aria per clarinetto, 2 corni e archi (1940)
- Primo Concerto di Cinquandò (1941)
- Secondo Concerto di Cinquandò (1942)
- Bergamasca per pianoforte (1942)
- 1 Poesia di Gatto(1942)
- 5 Poesie di B. Dal Fabbro (1943)
- Un epigramma di B. Dal Fabbro (1943)
- 4 Sonetti a Orfeo di Rilke (1943)
- L'Annunciazione di Rilke (1944)
- Sonata per flauto e pianoforte (1944)
- Sonata da casa (1944)
- 2 sonate in un tempo (1945)
- Poesia di Rilke (1946)
- Cantata di caccia (1946)
- Terzo Concerto di Cinquandò(1949)